# 炎検出器
炎検出器（ほのおけんしゅつき）はボイラーの運転が自動制御で行われる場合に、バーナーの燃焼状態監視に使用される。燃焼方式に適したものを使用しなければならない。
いずれの方式でも検出部は時間の経過と共に劣化するため、定期的なメンテナンスが必要とされる。また、いずれの方式であっても検出部単独での利用はできず、増幅器と対で初めて利用できる形態となる。

## 熱電対方式
熱電対を炎検出部に用いる方法。被測定物である炎に直接的に熱電対を納めた保護管（シース）が晒されるため、耐久性に難がある。炎検出部である熱電対の特性上、余りに高温になる様な形式のバーナーには不適。

## フォトダイオードセル
フォトダイオードセルは、炎から発せられる可視光を光起電力効果で電流として検出する。物理的に接触しないため、かなり高温になるバーナーでも利用出来る。ガンタイプ油バーナーなどで用いられる。ただし、利用環境によっては誤動作の可能性がある（可視光を検出するため燃焼炉内耐火壁の赤熱化でも動作する場合がある）。

## 硫化鉛セル
硫化鉛セルは、電気抵抗が炎のちらつき(フリッカー)で変化することを利用する。光を吸収する媒体が炎との間に存在しても比較的に安定して動作する。蒸気噴霧式バーナーにも適している。

## 整流式光電管
整流式光電管は、赤外線から可視光による光電効果で炎を検出する。油バーナーに適している。ガス燃焼には適さない。

## 紫外線光電管
紫外線光電管を用いる方法。ガス焚きバーナーでも利用可能。

## フレームロッド
耐熱鋼を素材としたフレームロッドを挿入し、電圧を加えると炎が存在している場合のみ電流が流れる、炎の導電作用を利用するものである。点火用のガスバーナーに広く用いられている。焼損・汚れによる検出不能が起こりやすい。